# Boldva
Boldva är en ort i Ungern.   Den ligger i provinsen Borsod-Abaúj-Zemplén, i den norra delen av landet, 150 km nordost om huvudstaden Budapest. Boldva ligger 120 meter över havet och antalet invånare är 2 456.
Terrängen runt Boldva är platt. Runt Boldva är det ganska tätbefolkat, med 139 invånare per kvadratkilometer. Närmaste större samhälle är Miskolc, 13,0 km söder om Boldva. Trakten runt Boldva består till största delen av jordbruksmark.